# Neliopisthus inclivatus
Neliopisthus inclivatus är en stekelart som beskrevs av Mao-Ling Sheng och Sun 2001. Neliopisthus inclivatus ingår i släktet Neliopisthus och familjen brokparasitsteklar. Inga underarter finns listade i Catalogue of Life.